# 得川義季
新田 義季/得川 義季/世良田 義季（にった よしすえ / えがわ（とくがわ）よしすえ / せらだ よしすえ）は、平安時代末期から鎌倉時代初期頃にかけての武士・御家人。得川氏・世良田氏の祖。のちに徳川家康が清和源氏を僭称する際に松平氏の遠祖とみなされる。また名字の表記について「得川」か「世良田」かで論争がある。

## 経歴
新田義重の四男として誕生。新田義兼の同母弟といい、新田一門でも地位はかなり高かったと言う。父・義重からは上野国新田郡（新田荘）世良田郷を譲られ、世良田郷の地頭となった。これにより世良田と称したともいわれる。また、新田郡得川郷を領有して、得川四郎を称したとされる（『群馬県百科事典』）。
義季の後は長子・頼有（下野四郎太郎）が得川郷を継承し、次子・世良田頼氏が世良田郷を継承した。『徳川実紀』にはもう一人頼成という子もいるとする。
承久3年（1221年）、栄西の弟子栄朝を住持に招いて世良田長楽寺を開基・建立した。

## 得河義秀との関連
通説では、鎌倉幕府の史書『吾妻鏡』にその名が見出される徳河三郎義秀（とくがわさぶろうよしひで）なる御家人と同一人物と見なされる。義季の名は系図上にしかなく『吾妻鏡』に全く見られないため、系図上の「義季」は御家人としては「徳河義秀」だったのではと考える意見もある。しかし、義季の兄・義兼よりも義秀は席次が先になっており、弟が兄より席次が逆になるのは変として、実は徳河三郎義秀と義季は別人ではないかとする説が存在する。

## 有栖川宮詐欺事件
有栖川宮詐欺事件の裁判において、「有栖川識仁」を僭称する被疑者男性の妻・有栖川宮妃を演じた被疑者女性が、「八百屋を営んでいる夫の実家は源義季（得川義季）の末裔である」旨を供述して話題になったが、そもそも主張していた高松宮のご落胤（非嫡出の隠し子）で江戸時代に創設された有栖川宮の末裔という主張と、源義季の末裔というのはなんら接点のない荒唐無稽な法螺話であるとして一笑に付された。